# August Müller (Politiker, 1895)

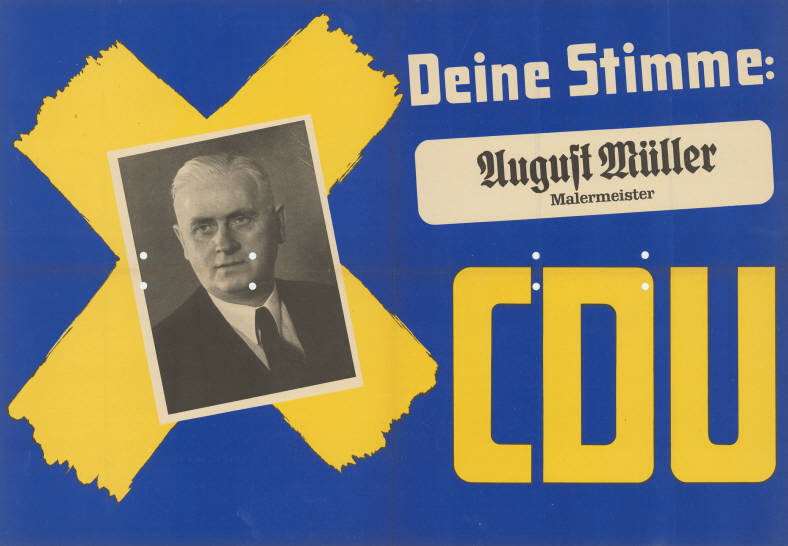
August Müller auf einem Landtagswahlplakat 1950

August Müller (* 26. Juni 1895 in Soest; † 5. Juli 1960) war Handwerker, Funktionär und Politiker.

## Beruf
Müller war seit 1922 Malermeister. Später war er Kreislehrlingswart, Vorsitzender der Gesellenprüfungskommission und Fachlehrer. Müller war schließlich Obermeister, Kreishandwerksmeister und Vizepräsident der Handwerkskammer Dortmund.

## Politik
Vor der Zeit des Nationalsozialismus war Müller Mitglied der Zentrumspartei. Für diese Partei war er von 1930 bis 1933 Stadtverordneter in Soest.
Nach 1945 schloss sich Müller der CDU an. Für diese gehörte er ab 1946 erneut der Stadtverordnetenversammlung an und war in diesem Jahr auch Bürgermeister. Des Weiteren war er zweiter Kreisvorsitzender der CDU. Im Kreistag des Kreises Soest war Müller Fraktionsvorsitzender seiner Partei.
Im Jahr 1946 war er Mitglied des Provinzialrates Westfalen und 1946 und 1947 Mitglied des ernannten Landtages von Nordrhein-Westfalen. Anschließend war er in der ersten und zweiten Legislaturperiode bis 1954 direkt gewählter Abgeordneter für den Wahlkreis Soest.